# 松宇三窝蛛
松宇三窝蛛（学名：Trilacuna songyuae）一种于中国重庆市江津区四面山自然保护区大窝铺发现的蜘蛛，隶属于卵形蛛科三窝蛛属。种小名源自本种标本的采集人之一吕松宇的名字。吕松宇为本种描述发表人沈阳师范大学生命科学学院教授佟艳丰所带的全日制硕士研究生。